# 柳田義明
柳田 義明（やなぎだ よしあき、1959年9月30日- ）は、日本の男性アニメーター、キャラクターデザイナー。亜細亜堂所属。熊本県出身。血液型はB型、星座は天秤座。

## 来歴・人物
最終学歴：熊本商科大学（1982年卒）。大学在学中はアニメーションのサークルに所属し、次第にアニメ制作に興味を持つようになる。
大学卒業後に上京し、アニメ制作会社の亜細亜堂に入社。
『ときめきトゥナイト』『とんでモン・ペ』の動画担当や『伊賀野カバ丸』『チックンタックン』『うる星やつら』などの原画マンを経て、1986年、『ロボタン』第4話「憧れのルンルンデートデッス」にて初めて作画監督を務めた。
現在も、同社の作品を中心に総作画監督やキャラクターデザインなどの役職で活躍するベテランアニメーターである。
1985年当時、目標とする人物として、亜細亜堂の先輩アニメーターでもある芝山努や小林治の名前を挙げていた。

## 主な参加作品

### テレビアニメ
1981年
- うる星やつら（1981年 - 1986年、原画）

1982年
- ときめきトゥナイト（1982年 - 1983年、動画）
- とんでモン・ペ（1982年 - 1983年、動画）

1983年
- 伊賀野カバ丸（1983年 - 1984年、原画）

1984年
- チックンタックン（原画）

1986年
- ロボタン（新、作画監督）
- 光の伝説（原画）
- あんみつ姫（作画監督）

1987年
- きまぐれオレンジ☆ロード（1987年 - 1988年、作画監督）

1988年
- 燃える!お兄さん（作画監督）
- 美味しんぼ（1988年 - 1992年、作画監督）

1990年
- ふしぎの海のナディア（1990年 - 1991年、作画監督）
- ちびまる子ちゃん（1990年 - 1992年、作画監督）

1993年
- 忍たま乱太郎（1993年 - 、作画監督）

1994年
- カラオケ戦士マイク次郎（1994年 - 1995年、作画監督）

2000年
- NieA_7（アニメーションキャラクターデザイン）
- ニャニがニャンだー ニャンダーかめん（2000年 - 2001年、キャラクターデザイン）

2002年
- 十二国記（2002年 - 2003年、原画）

2004年
- かいけつゾロリ（総作画監督）

2005年
- まじめにふまじめ かいけつゾロリ（2005年 - 2007年、総作画監督）※第1-50話まで担当

2006年
- くじびき♥アンバランス（キャラクターデザイン・総作画監督）

2007年
- 英國戀物語エマ 第二幕（総作画監督）
- げんしけん2（キャラクターデザイン・総作画監督）

2008年
- イナズマイレブン（2008年 - 2011年、作画監督）

2013年
- サーバント×サービス（作画監督）

2014年
- トライブクルクル（キャラクターデザイン・総作画監督）

2016年
- ドリフェス!（原画）

2019年
- 本好きの下剋上 司書になるためには手段を選んでいられません（キャラクターデザイン）

2020年
- 本好きの下剋上 司書になるためには手段を選んでいられません（第2期、キャラクターデザイン）

2022年
- 本好きの下剋上 司書になるためには手段を選んでいられません（第3期、キャラクターデザイン）

### 劇場アニメ
- ドラえもん のび太の宇宙小戦争（1985年、原画）
- ドラえもん のび太とアニマル惑星（1990年、原画）
- ちびまる子ちゃん（1990年、作画監督）
- ちびまる子ちゃん わたしの好きな歌（1992年、作画）
- ドラえもん のび太と銀河超特急（1995年、原画）
- どんぐりの家（1997年、キャラクターデザイン・作画監督）
- ヘルメス—愛は風の如く（1997年、総作画監督）
- 劇場版ポケットモンスター ミュウツーの逆襲（1998年、作画監督）
- ドラえもん のび太の太陽王伝説（2000年、オープニング原画）
- 人狼 JIN-ROH（2000年、原画）
- 犬夜叉 時代を越える想い（2001年、作画監督）
- ドラえもん のび太とロボット王国（2002年、原画）
- 劇場版 とっとこハム太郎 ハムハムハムージャ! 幻のプリンセス（2002年、作画監督）
- ドラえもん のび太とふしぎ風使い（2003年、作画監督）
- 犬夜叉 紅蓮の蓬莱島（2004年、原画）
- まじめにふまじめ かいけつゾロリ なぞのお宝大さくせん（2006年、総作画監督）
- おまえ うまそうだな（2010年、キャラクターデザイン・総作画監督）
- マジック・ツリーハウス（2012年、キャラクターデザイン・総作画監督）
- 劇場版 FAIRY TAIL 鳳凰の巫女（2012年、サブキャラクターデザイン・作画監督）
- クレヨンしんちゃん ガチンコ!逆襲のロボとーちゃん（2014年、原画）
- クレヨンしんちゃん 襲来!!宇宙人シリリ（2017年、原画）
- 映画ドラえもん のび太の宝島（2018年、原画）
- クレヨンしんちゃん 爆盛!カンフーボーイズ～拉麺大乱～（2018年、原画）

### OVA
- 暗黒神話（1990年、キャラクターデザイン・作画監督）
- 秘境探検ファム&イーリー（1995年、作画監督・レイアウト・原画）
- ヨコハマ買い出し紀行 -Quiet Country Cafe-（2002年 - 2003年、場面設計・原画）
- げんしけん（2006年 - 2007年、キャラクターデザイン・総作画監督）※「くじびき♥アンバランス」 DVD-BOX同梱特典

### ゲーム
- テイルズ オブ シンフォニア（2003年、アニメーションパート原画）

### その他
- アニメ明石市史 明石と時の子どもたち（1992年、作画監督）
- スライム冒険記〜海だ、イエー〜（1999年、原画）
- くじびき♥アンバランス(1) 末吉編（2006年、口絵イラスト）
- くじびき♥アンバランス(2) 大吉編（2007年、口絵イラスト）